# Айрін (Південна Дакота)
Айрін (англ. Irene) — місто (англ. city) в США, в округах Тернер, Клей і Янктон штату Південна Дакота. Населення — 422 особи (2020).

## Географія
Айрін розташований за координатами 43°5′1″ пн. ш. 97°9′27″ зх. д. / 43.08361° пн. ш. 97.15750° зх. д. (43.083705, -97.157586).  За даними Бюро перепису населення США в 2010 році місто мало площу 0,66 км², уся площа — суходіл.

## Демографія
Згідно з переписом 2010 року, у місті мешкало 420 осіб у 172 домогосподарствах у складі 102 родин. Густота населення становила 635 осіб/км².  Було 194 помешкання (293/км²).
Расовий склад населення:
| - 98,6 % — білих - 0,7 % — корінних американців - 0,2 % — азіатів |

До двох чи більше рас належало 0,2 %. Частка іспаномовних становила 0,5 % від усіх жителів.
За віковим діапазоном населення розподілялося таким чином: 22,6 % — особи молодші 18 років, 56,7 % — особи у віці 18—64 років, 20,7 % — особи у віці 65 років та старші. Медіана віку мешканця становила 43,1 року. На 100 осіб жіночої статі у місті припадало 78,7 чоловіків;  на 100 жінок у віці від 18 років та старших — 72,0 чоловіків також старших 18 років.
Середній дохід на одне домашнє господарство  становив 48 264 долари США (медіана — 37 083), а середній дохід на одну сім'ю — 54 366 доларів (медіана — 38 214). Медіана доходів становила 35 833 долари для чоловіків та 25 667 доларів для жінок. За межею бідності перебувало 14,7 % осіб, у тому числі 18,7 % дітей у віці до 18 років та 4,2 % осіб у віці 65 років та старших.
Цивільне працевлаштоване населення становило 249 осіб. Основні галузі зайнятості: освіта, охорона здоров'я та соціальна допомога — 36,5 %, роздрібна торгівля — 10,8 %, будівництво — 10,8 %.